# Liliatrema skrjabini
Liliatrema skrjabini är en plattmaskart. Liliatrema skrjabini ingår i släktet Liliatrema och familjen Allocreadiidae. Inga underarter finns listade i Catalogue of Life.